# Crown Sydney
Crown Sydney est un gratte-ciel construit à Sydney en Australie à partir de 2016 et inauguré au public le 28 décembre 2020
Avec ses 271 m de hauteur sur 71 étages plus 4 étages de sous-sol, c'est l'un des plus hauts gratte-ciel d'Australie . Il abrite un casino, un hôtel, des appartements avec un total de 416 chambres d'hôtel et d'appartement. ainsi que des étages de garage .
Les architectes sont l'agence britannique WilkinsonEyre et l'agence australienne Bates Smart.
Le promoteur ("Developer") est James Packer
L'immeuble a reçu l'Emporis Skyscraper Award 2020 récompensant le gratte-ciel le plus remarquable de l'année. 